# قانون لايبر

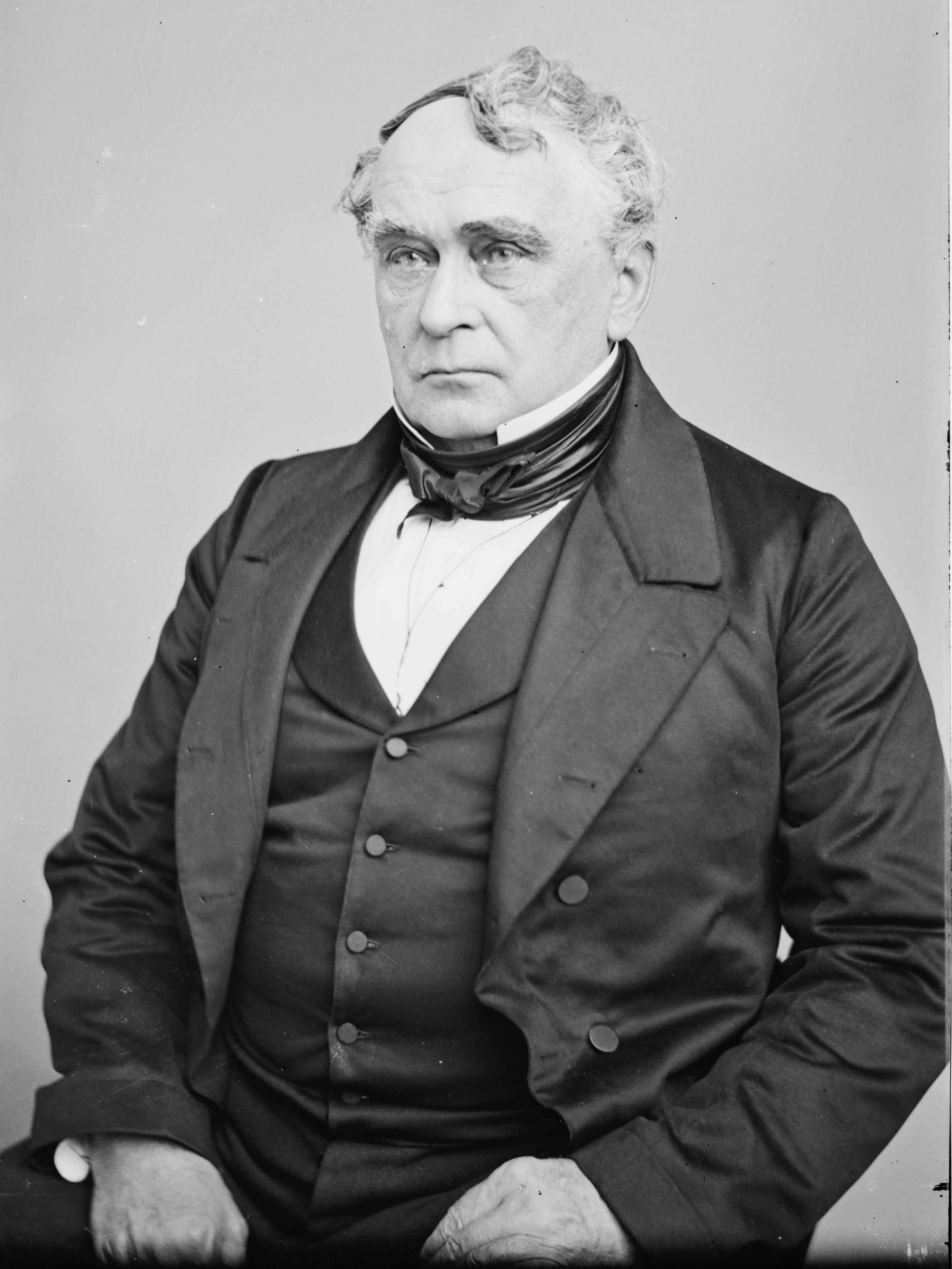
وصف مكتبة الكونجرس: "البروفيسور فرانسيس لايبر"

صدر قانون ليبر في 24 أبريل 1863، باعتباره الأمر العام رقم 100، من مكتب القائد العام، وهو توجيه وقعه الرئيس الأمريكي أبراهام لينكولن للقوات الاتحادية للولايات المتحدة خلال الحرب الأهلية الأمريكية وانطوى على تعليمات بشأن سلوك الجنود في وقت الحرب. سُمي بقانون لايبر نسبة إلى عالم القانون الألماني الأمريكي والفيلسوف السياسي فرنسيس لايبر.

## خلفية تاريخية
حارب لايبر في الجانبي البروسي خلال الحروب النابليونية وأصيب بجراح في معركة واترلو. سكن لاحقًا في ولاية كارولينا الجنوبية لمدة عقدين، حيث تعرض لأهوال العبودية. عمل لايبر منذ أكتوبر 1861، أستاذًا للتاريخ والعلوم السياسية في نيويورك فيما أصبح لاحقًا جامعة كولومبيا، ألقى لايبر سلسلة من المحاضرات في كلية الحقوق الجديدة بعنوان «قوانين الحرب وأعرافها.» أعرب عن اعتقاده بأن الأساليب المُتبعة في الحرب ضرورية للاتساق مع الأهداف وأن الغايات يجب أن تبرر الوسائل.
خلال الحرب الأهلية الأمريكية، واجه الجنود عددًا من المعضلات الأخلاقية. كان لايبر على اطلاع بتلك المعضلات من تجاربه الأوروبية خلال الحرب، وكذلك عن طريق أبنائه (إذ حارب اثنان منهم من أجل الاتحاد، ومات آخر وهو يحارب من أجل الكونفدرالية بالقرب من ويليامسبورغ). أثناء وجود لايبر في سانت لويس بحثًا عن أحد أبنائه الذي أُصيب في فورت دونيلسون، التقى بجنرال الاتحاد هنري هاليك، الذي كان محاميًا مدنيًا نشر كتاب «القانون الدولي، أو القواعد المنظمة للدول في السلم والحرب» في أوائل عام 1861. مع استمرار الحرب، أصبحت معاملة الجواسيس ومحاربي حرب العصابات والمتعاطفين المدنيين مزعجة بشكل خاص. علاوة على معاملة العبيد الهاربين، الذين مُنعوا من عودتهم إلى مالكيهم بأمر صدر في 13 مارس 1862. بعد أن أصبح هنري هاليك القائد العام في يوليو 1862، طلب المشورة من لايبر. رد البروفيسور بكتابة تقرير بعنوان «الأطراف الغيرية المشمولة في قوانين الحرب وأعرافها»، وطلب هاليك طباعة 500 نسخة منه. في الصيف ذاته، قدم لايبر المشورة إلى وزير الحرب إدوين ستانتون بشأن «التوظيف العسكري لذوي البشرة الملونة».
بحلول نهاية العام، دعا هاليك وستانتون لايبر إلى واشنطن لتنقيح بنود الحرب لعام 1806. ضمت لجنة التنقيح أعضاء آخرين، بما في ذلك اللواء إيثان ألين هيتشكوك، وجورج كادوالادر، وجورج هارتسوف، والعميد جون هنري مارتينديل، واضطلع لايبر بمهمة صياغة تعليمات لجنود الاتحاد الذين واجهوا تلك الحالات. حرر هاليك البنود لضمان عدم تعارضها مع إعلان لينكولن لتحرير العبيد، ثم أصدرها لينكولن في أبريل 1863.

## البنود الرئيسية
تعنى البنود الرئيسية بالأحكام العرفية والولاية العسكرية ومعاملة الجواسيس والهاربين وأسرى الحرب.

### المعاملة الأخلاقية
شددت الوثيقة على المعاملة الإنسانية والأخلاقية التي يجب أن يتلقاها السكان في المناطق المحتلة. حظر أول قانون مدون صراحة منح العدو «أي رحمة» (أو قتل أسرى الحرب)، باستثناء الحالات التي تتعرض فيها الوحدة التي تحتجز هؤلاء السجناء للتهديد. حظرت الوثيقة استخدام السموم، وحظرت استخدام التعذيب لانتزاع الاعترافات، ونصت على حقوق أسرى الحرب وواجباتهم. وصفت الوثيقة حالة الحرب، وحالة الأراضي المحتلة، ونهايات الحرب، وناقشت الوسائل المصرح بها وغير المصرح بها لتحقيق هذه الغايات، بالإضافة إلى طبيعة الدول والسيادة والعصيان والتمرد والحروب. اعتُبرت الوثيقة أول مدونة مكتوبة تتناول قانون الحرب العرفي، والذي يسري مفعوله بين الأمم والشعوب المتحضرة منذ القدم، والسابقة لقواعد لاهاي لعام 1907، وهي إعادة صياغة قانون الحرب العرفي على أساس المعاهدة.
يتضمن قانون لايبر كذلك أحد أول أشكال الحظر الصريحة التي تمنع الاغتصاب. تتضمن الفقرتان 44 و47 من قانون لايبر أحكامًا تحظر عدة جرائم، بما في ذلك جميع جرائم الاغتصاب التي يرتكبها جندي أمريكي في بلد معادي ضد سكانه، ويُعاقب مرتكب هذا الفعل بالإعدام، أو أي عقوبة رادعة تتوافق مع خطورة الجريمة. بذلك، تولى القادة العسكريون مهمة إنفاذ تلك القوانين، وكان لهم الحق في إعدام الجنود فورًا.